# Raquel Ramírez Salgado
 (août 2021).
 (janvier 2022).
Le contenu est difficilement compréhensible vu les erreurs de traduction, qui sont peut-être dues à l'utilisation d'un logiciel de traduction automatique.
Pour les articles homonymes, voir Ramírez et Salgado.
Raquel Ramírez Salgado est une chercheuse, communicatrice, féministe et activiste par les droits des femmes mexicaines,.
Elle est fondatrice de l'école féministe de communication.

## Etudes
Ramírez est licenciée et maîtresse en communication de la Faculté de sciences politiques et sociales de l'Université nationale autonome du Mexique (UNAM) et doctoresse par cette même institution en Sciences politiques et sociales.
Elle est diplômée en journalisme préventif par l'université complutense de Madrid et a une spécialité en des études d'Inclusion, Interseccionalidad et équité, par l'université libre de Berlin où elle a fait un projet de recherche entre 2016 et 2017.
Depuis 2005 elle donne des ateliers, conférences, tables et discussions sur féminisme, équité et droits humains des femmes. Dans le cadre de ce travail, elle fonde l'École féministe de communication, un espace d'apprentissage soutenu par le Centre culturel de l'Espagne en Mexique afin de former des communicatrices sociales avec perspective de genre,. Ele est collaboratrice de milieux aussi bien que la Revue de l'Université du Mexique, la revue Chilango et autrui. En tant que conseillère, elle participe à des projets réglementaires et consultatifs sur l'égalité des sexes dans des institutions telles que l'Institut national de la femme de son pays, l'Institut Fédéral Électoral et l'Institut d'Administration de l'État d'Hidalgo.

## Œuvres
Quelque uns des essais et articles académiques de Ramírez Salgado sont :
- Producing and Building My Citizenship: Médie Education and the Human Rights of Young Women Médie Literacy 64 2017[9]
- Éducation pour les milieux et feminismo, une articulation qui permet le empoderamiento des femmes en Communication papers: moyenne literacy and gender studies 5 (2016)[10]
- Une femme entière ne précise pas moyenne orange? Recherche féministe sur l'amour romantique dans les médias massive, en des Lectures critiques en recherche féministe, UNAM, Réseau Mexciteg, 2016.
- Éducation pour les milieux et feminismo: une articulation qui permet le empoderamiento des femmes en Communication Papers: Vol. 4, Ne 08 (2015)
- Legitimación Et promotion de l'exploitation sexuelle commerciale #enfantin dans les contenus médiatiques. Les cas de Playboy, H pour des hommes et TV remarques, en des Études de genre, feminismo et sexualité, Univ. Les Andes et Univ. Autonome Été d'Hidalgo, 2013[11].